# Sceliphron curvatum
Sceliphron curvatum és una espècie d'himenòpter de la família dels esfècids. Com totes les vespes d'aquest gèneres, és una espècie solitària i construeix nius amb fang per a allotjar-hi un ou i un proveïment d'aranyes. S. curvatum és oriünd d'algunes regions d'Àsia i ha esdevingut introduïda pràcticament arreu d'Europa.

## Morfologia
Els imagos de Sceliphron curvatum amiden 15 a 25 mil·límetres de llargada i tenen un color fosc tirant a negre amb característiques ornamentacions grogues i vermelles sobre les potes, tòrax i abdomen; amb adornaments grocs i vermells. Alguns trets claus dels imagos que permeten diferenciar-los d'altres espècies semblants són el pecíol fosc, les potes vermelloses/marronoses a partir de la tíbia (mai clarament grogues), tègules i escaps no enterament grocs; un collar o banda a la part anterior del pronot de color groc; o bandes grogues a pràcticament tots els extrems distals de les terga abdominals.

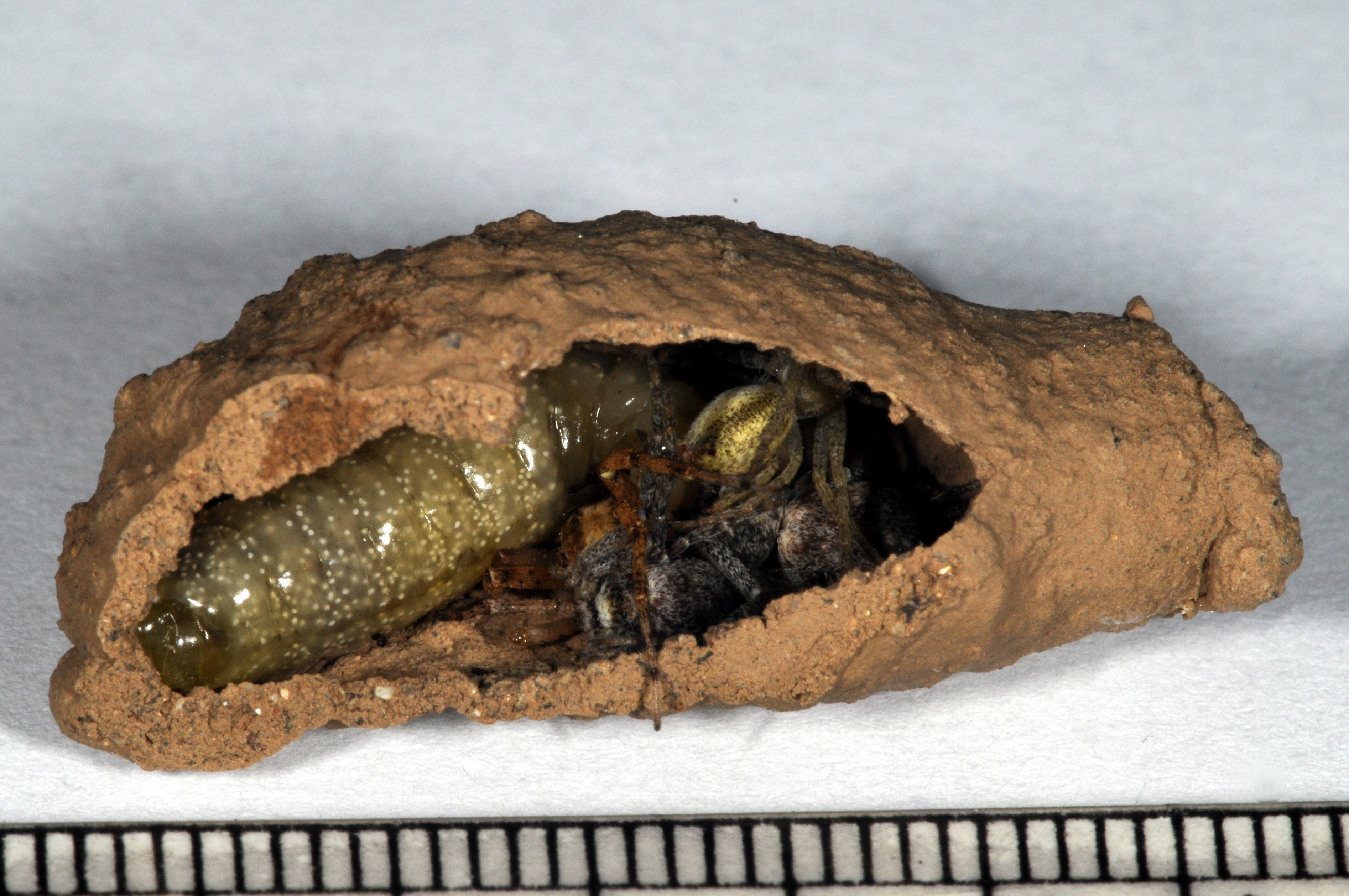
Larva i aranyes dins d'una cel·la de S. curvatum
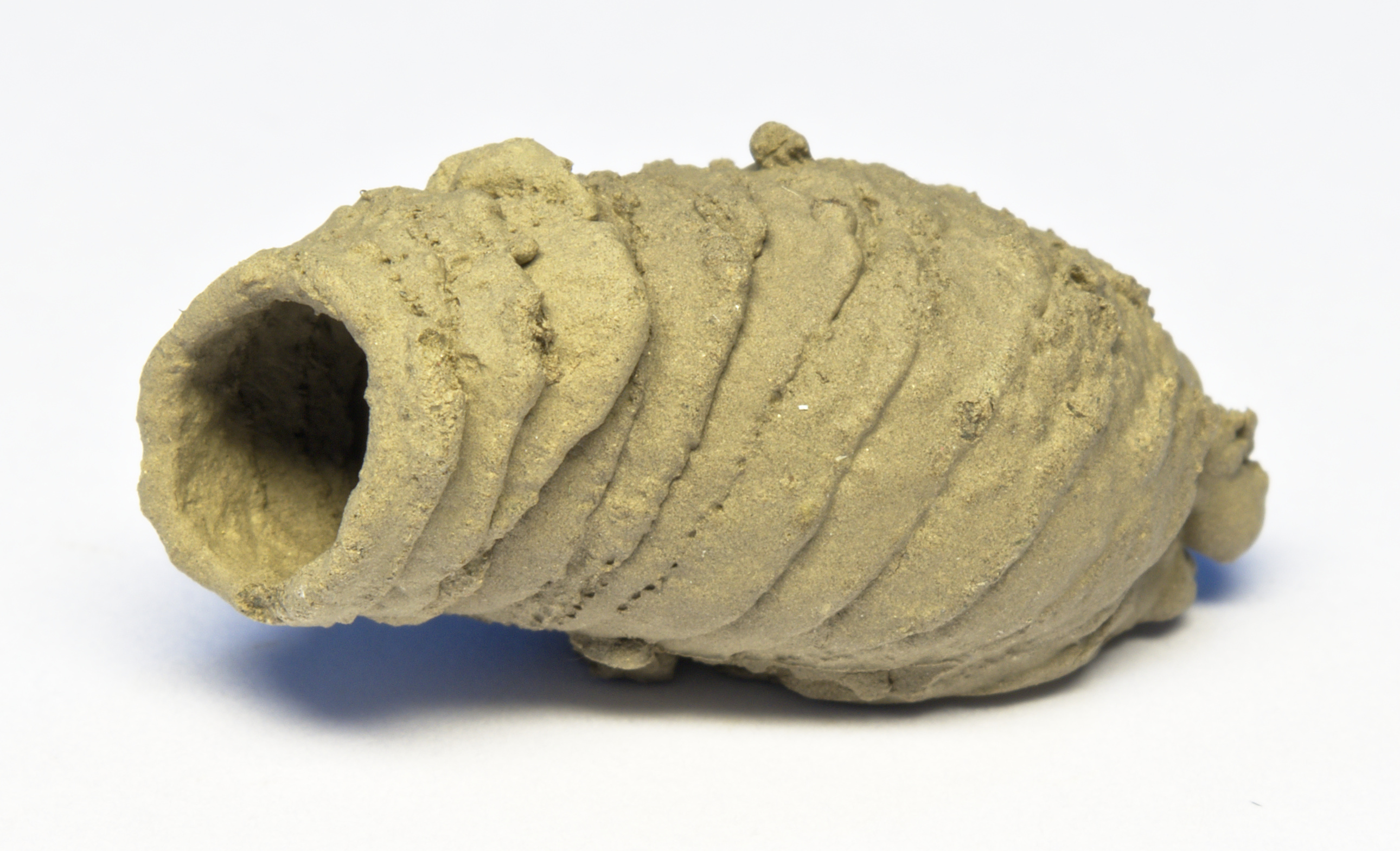
Niu de fang amb la boca sense tancar esperant ser omplerta amb aranyes.
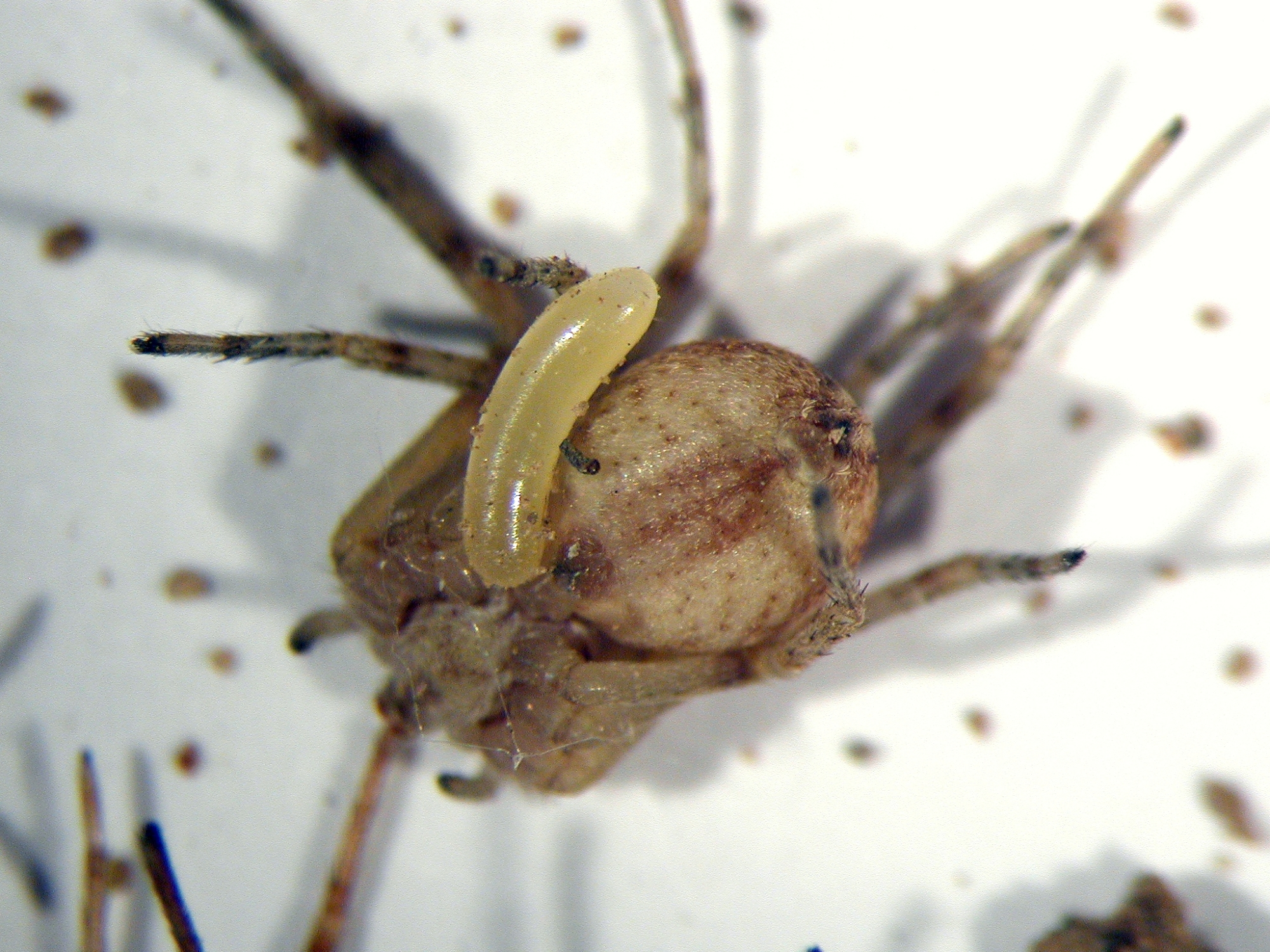
Ou dipositat sobre una aranya
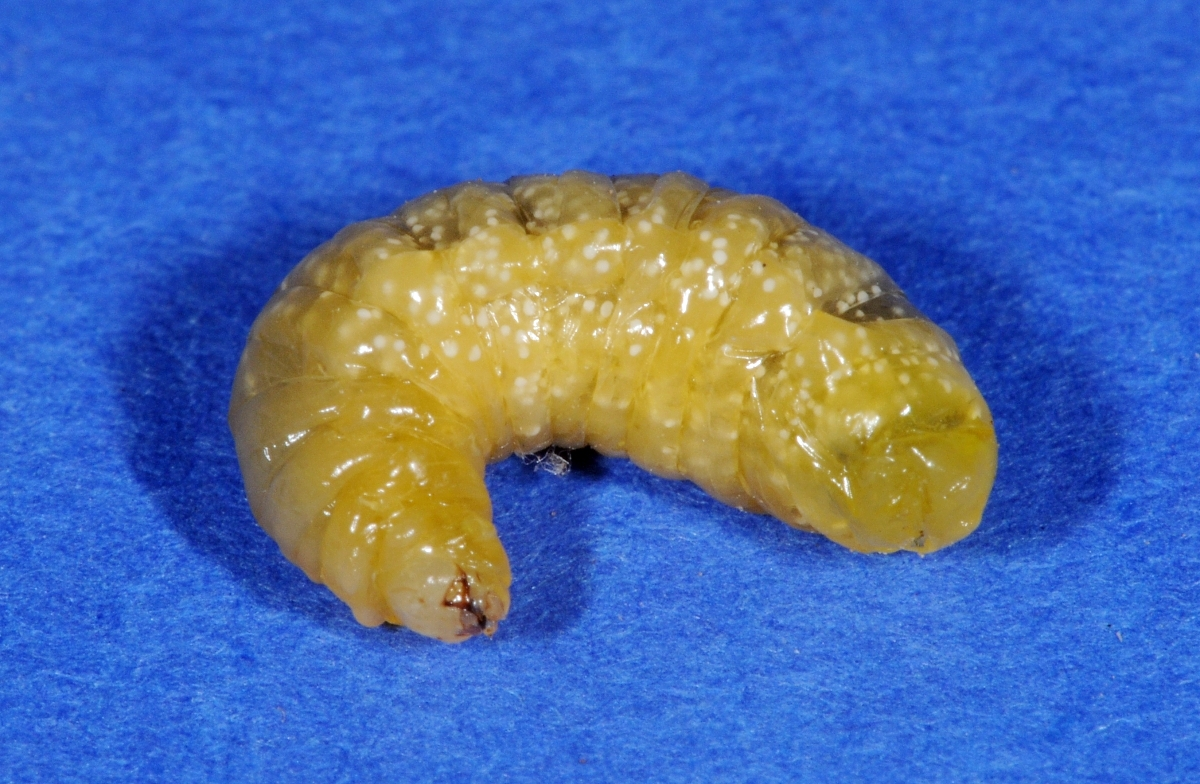
Larva
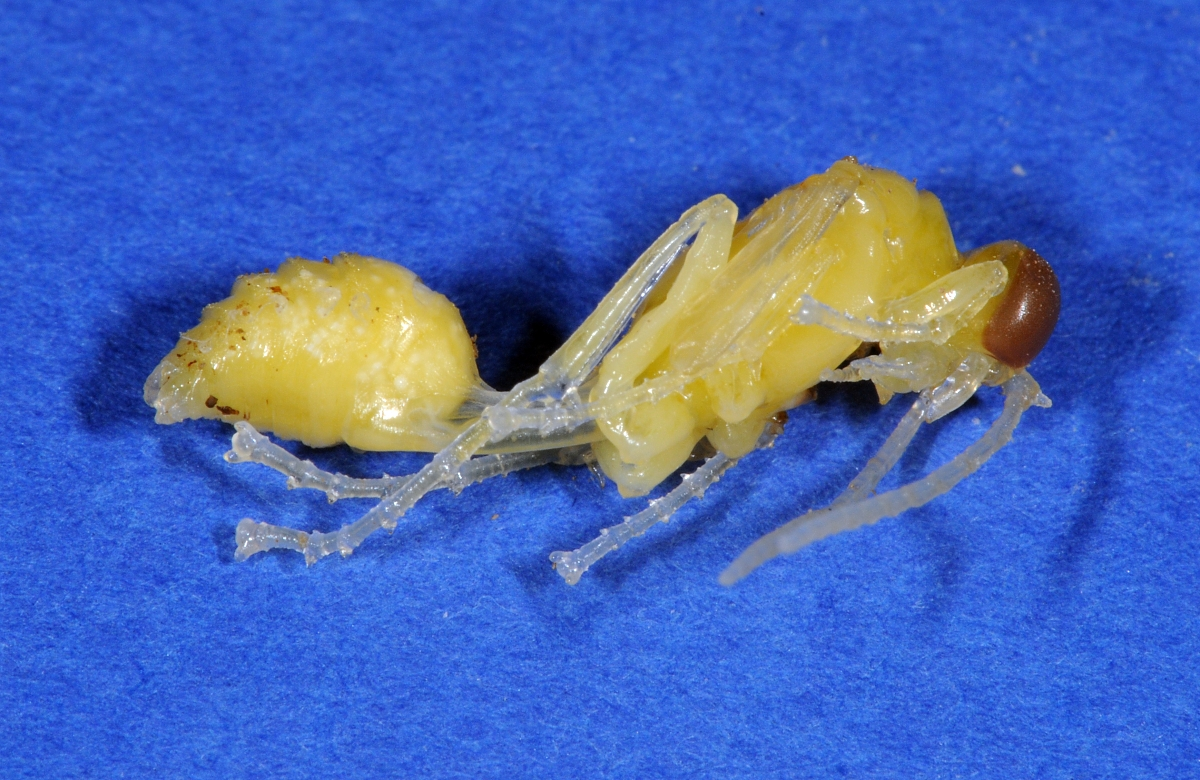
Pupa fora del capoll
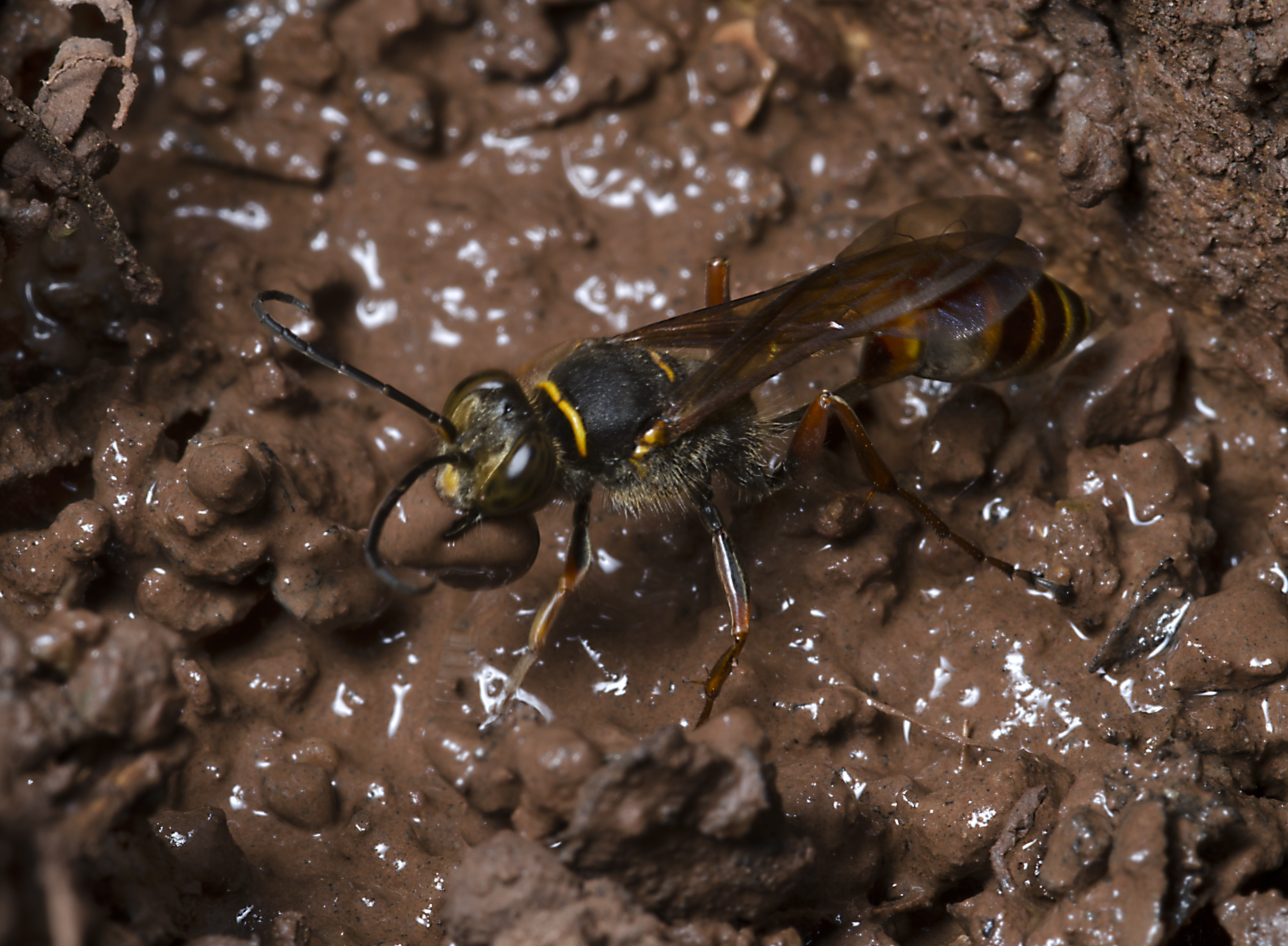
Adult collint fang
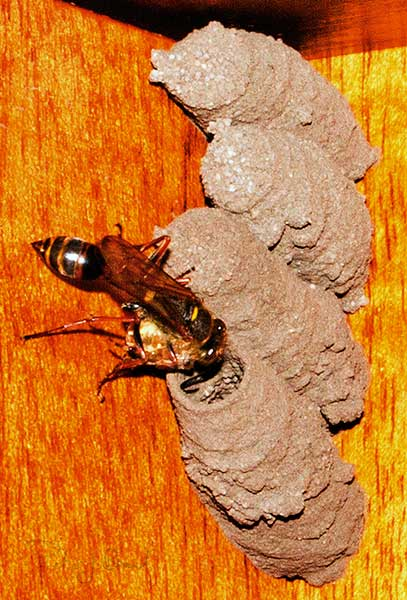
Adult omplint un niu, al costat altres nius ja tancats

## Ecologia
Construeix nius de fang en les parets d'edificis, però també molt sovint a dins en piles de llibres, roba o mobles. Cada niu és omplert amb va paralitzar aranyes, els quals serveixen tan alimentaris per les larves. Com altres espècies del seu gènere S. curvatum no és agressiva amb les persones llevat que se la molesti.
Anteriorment l'espècie es distribuïa per l'Índia, Nepal, el Pakistan, Kazakhstan i Tadjikistan en regions sub-muntanyoses a les serralades més altes del món: Himàlaia, Karakoram i Pami. Fou detectada per primer cop a Europa el 1979, quan se'n trobà una femella prop del poble de Grätsch al sud-est d'Àustria. És assumit que S. curvatum fou inicialment introduït a Europa arran de l'activitat humana, però després estenent-se espontàniament. S. curvatum s'ha estès ràpidament, potser pel seu caràcter hemeròfil, formant grans poblacions en poblaments humans (ciutats, pobles...) al sud i centre d'Europa. Des de la seva introducció a Europa el 1979 l'espècie s'ha expandit a nombrosos països europeus, entre ells Eslovènia, Itàlia, Croàcia, Suïssa, França, Hongria, Alemanya, Sèrbia, Montenegro, Grècia, Txèquia, Espanya, Eslovàquia, Ucraïna, Portugal, Polònia i Romania.
En una recent publicació sobre el ritme de la seva dispersió a la península Ibèrica s'ha pogut confirmar fefaentment la seva presència a 35 províncies espanyoles i quatre districtes portuguesos, mancant significativament a les CCAA de Cantàbria, Canàries i la Rioja. Malgrat que se n'ha suposat un probable caràcter invasor, l'autor d'aquest estudi el posa en dubte per manca de proves sobre les necessàries alteracions sobre les comunitats autòctones i prefereix emprar el terme "espècie expansiva". En una anterior estimació del mateix autor, ja al 2010 es testimonia la seva presència indubtable al llevant ibèric i a l'illa de Mallorca.